# Cosuaneten

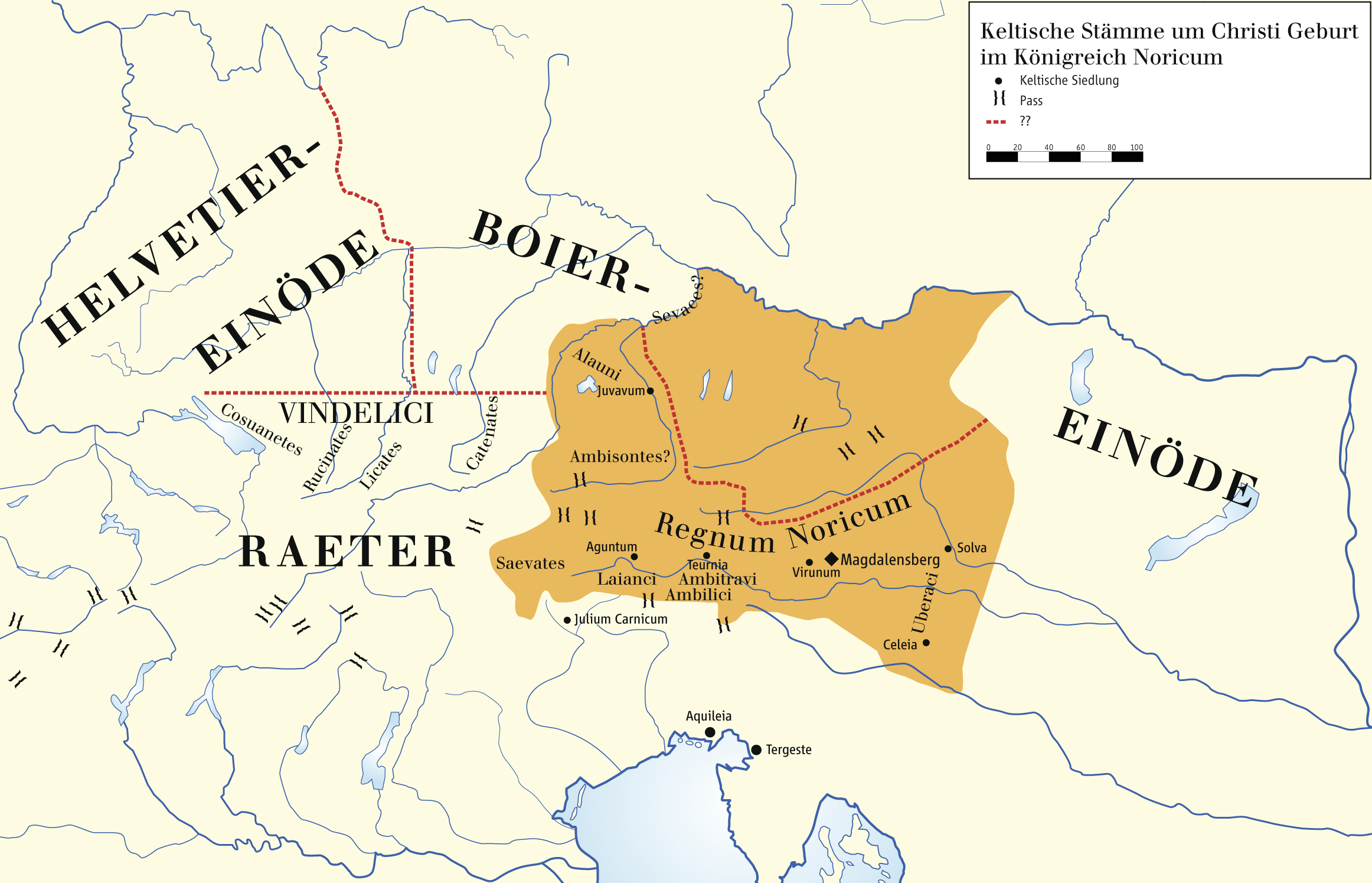
Keltische Stämme im Voralpenland um Christi Geburt (Cosuanetes links von den Vindelici)

Die Cosuaneten, auch Kosuaneten (lateinisch Cosuanetes) waren ein keltischer Stamm, der möglicherweise zu den Vindelikern gezählt werden kann. Das römische Siegesdenkmal Tropaeum Alpium für die augusteischen Alpenfeldzüge beim heutigen La Turbie in den Seealpen nennt die Cosuanetes im (unsicheren) Zusammenhang mit den dort erwähnten Vindelicorum gentes quattuor. Die Lage ihres Stammesgebietes konnte bisher nicht genau lokalisiert werden, doch dürften sie, falls die Zuordnung zu den Vindelikern stimmt, im Alpenvorland, in der späteren römischen Provinz Raetia, gesiedelt haben und zwar südlich von Isar und Würm (Amper).
Bei Strabon (Geographika 4, 6, 8) wird der Stamm der Cotuantii als raetischer Stamm erwähnt, der sonst nicht bekannt ist. Eventuell handelt es sich um eine Namensvariation oder Fehlschreibung für Cosuanetes.